# Parc historique d'État Sgt. Alvin C. York
Pour les articles homonymes, voir York (homonymie).
Le parc historique d'État Sgt. Alvin C. York, en anglais Sgt. Alvin C. York State Historic Park, est un parc d'État du Tennessee situé dans le comté de Fentress. Créé en 1967, il protège l'Alvin Cullom York Farm, une ferme ayant appartenu à Alvin Cullum York qui est inscrite au Registre national des lieux historiques et classée National Historic Landmark depuis le 11 mai 1976.